# Grünbach am Schneeberg
Grünbach am Schneeberg ist eine Marktgemeinde mit 1636 Einwohnern (Stand 1. Jänner 2025) im Bezirk Neunkirchen in Niederösterreich.

## Geografie
Grünbach am Schneeberg liegt im südlichen Industrieviertel in Niederösterreich rund 8 km östlich von Puchberg am Schneeberg. Die Gemeinde liegt zu Füßen des südlichen Endes der Hohen Wand; das Gebiet gehört zu den Nördlichen Kalkalpen.
Die Fläche der Marktgemeinde umfasst 7,36 Quadratkilometer. 53,55 Prozent der Fläche sind bewaldet.

### Gemeindegliederung
Das Gemeindegebiet umfasst folgende zwei Ortschaften (in Klammern Einwohnerzahl Stand 1. Jänner 2025):
- Grünbach am Schneeberg (1480)
- Neusiedl am Walde (156)

Katastralgemeinden sind Grünbach am Schneeberg und Neusiedl am Walde.

### Nachbargemeinden
|                        | Miesenbach (WB)                             | Hohe Wand (WB)            |
| Puchberg am Schneeberg | Kompassrose, die auf Nachbargemeinden zeigt | Höflein an der Hohen Wand |
|                        | Schrattenbach                               |                           |

## Geschichte
Die ältesten Besiedlungsspuren finden sich am Felsen des Haussteins an der westlichen Gemeindegrenze – Keramik aus dem Kreis der Boleráz-Gruppe bzw. Mondseekultur – mindestens aus etwa 2700 vor Christus.
Die meisten prähistorischen Funde stammen von der Hochfläche des anschließenden isoliert stehenden Gebirgsstockes des Gländ (1023 m ü. A., heute Gelände), aus der ausgehenden Bronzezeit zwischen ca. 1300 v. – 750 v. Chr. (Schwerpunkt um 900 v. – Urnenfelderkultur). Hier befand sich eine befestigte Höhensiedlung mit Schmelzplätzen für die Kupferveredlung zu Bronze. Der schon natürlich stark gesicherte Standort wurde noch durch einige Dämme, auch zur Wasserhaltung, befestigt. Derartige Wohn- und Produktionsstätten wurden nicht nur zur Sicherheit vor feindlichen Angriffen in Hochlagen gelegt. Die meisten weiteren Schmelzplätze der Umgebung liegen in Hochlage. Dadurch konnten durch die darüber wehenden Winde höhere Temperaturen der Schmelzfeuer erreicht und die Gefahr von Kohlenstoffmonoxidvergiftungen reduziert werden.
Für die Römer- und Slawenzeit besteht für das Gemeindegebiet eine Fundlücke, obwohl in der Umgebung durchaus Belege vorliegen und besonders vermutlich schon seit der Bronzezeit ein Altweg zu den Salzvorkommen im Halltal und in das Ennstal durchzog (heute Römerweg und Burgenländischer Mariazeller Pilgerweg).

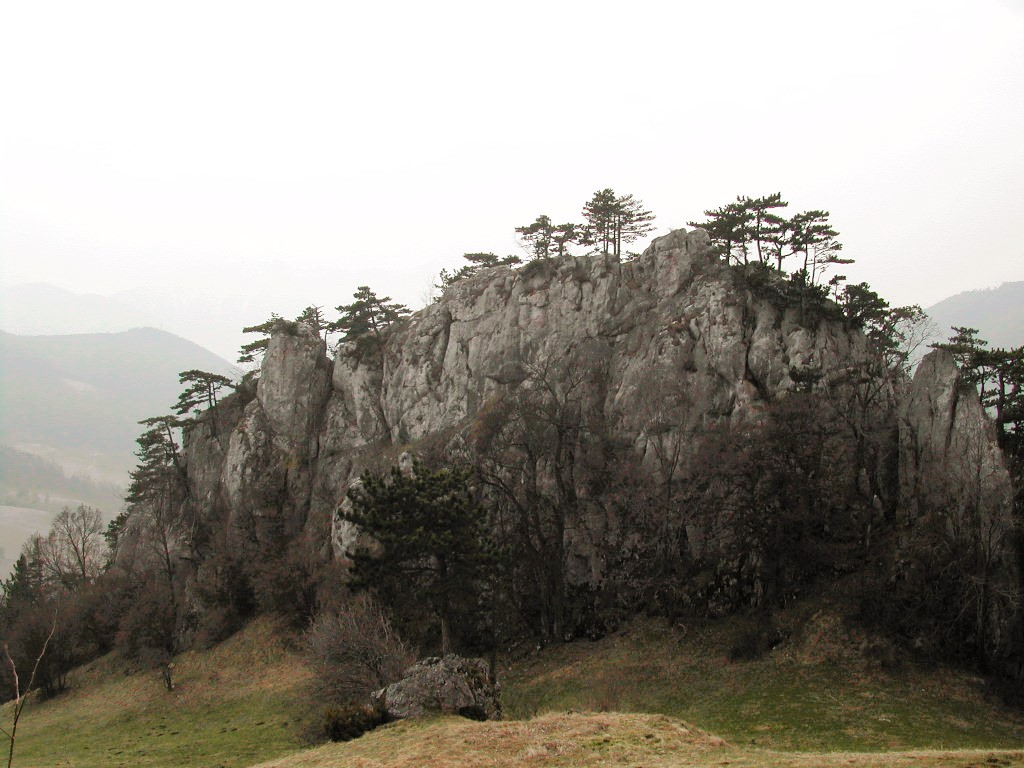
Der Hausstein – Standort der ältesten Besiedlungsspuren und einer Gipfelburg im 11. Jh.

Auf der Felsformation des Haussteins stand bereits im frühen 11. Jahrhundert eine befestigte Höhenburg. Sie ist als „Ur-Stolzenwörth“ anzusehen, aus der bald die Herrschaften Höflein mit Gumplaha, Stolzenwörth und Schrattenstein entstanden.
Der Ort führte durch Jahrhunderte zwei Namen nebeneinander: Gumplaha – ursprünglich für das gesamte Talbecken mit der Bedeutung „aus einem Becken entspringende Ache“ und Grunebach für das 1140 genannte Kirchdorf, aus der Heimat mitgebracht von den bairischen Siedlern. Beide Bezeichnungen machten die sprachgesetzlichen Entwicklungen (Gruempach – Griempach bzw. Gumpla – Gumplach – Gienplaich), aber auch Vermischungen (Gruenplaich) durch, bis schließlich 1787 Grünbach im Josephinischen Steuerkataster amtlich wird. Trotzdem war noch im 20. Jahrhundert „Geambla“ durchaus gebräuchlich.
Im Bereitungsbuch 1590 scheinen unter Grünbach und der Ortsobrigkeit der Königsberger zu Seebenstein 20 Untertanen auf. Interessant sind die genannten Ortsbezeichnungen Gienplach, Forha, Claus, Glent und Lanzing. Neusiedl unterstand der Herrschaft Emmerberg unter Heussenstein mit 11 Häusern, vermutlich einschließlich 2 Unter der Wand und 1 am Kogel.
Der Franziszeische Kataster zeigt Grünbach im Jahre 1820 zwar mit einigen inzwischen hinzugekommenen Wohnbauten, jedoch ohne sonstige Veränderungen.
Einen wesentlichen Aufschwung erlebte die bis dahin abgelegene und arme Landgemeinde durch das Auffinden von Steinkohle im Jahr 1823 und den daraufhin eingerichteten Bergbau im Grünbacher Steinkohlenrevier. Die Kohleschichten liegen in Gesteinen der Gosau-Gruppe, die hier in der Zeit des Campanium vor etwa 84 bis 70 Millionen Jahren abgelagert wurden. Ende des 19. und Anfang des 20. Jahrhunderts wurden Arbeitersiedlungen angelegt, die Alte Kolonie und die Neue Kolonie, wobei die Häuser in letzterer schon für die damalige Zeit etwas gehobeneren Standard hatten. Die Alte Kolonie ist durch die „Schupfen“ (Neben- und Lagergebäude, wo auch etwa die Waschküchen untergebracht waren) gegenüber den Häusern charakterisiert. Die Häuser selbst wurden im Lauf der Zeit verändert.
Die Eröffnung der Schneebergbahn von Wiener Neustadt nach Puchberg am Schneeberg 1897, die auch dem Kohletransport diente, und der dazugehörenden Zahnradbahn auf den Schneeberg brachte zudem weiteren Fremdenverkehr. Dazu wurden zahlreiche Schutzhütten und Pensionen errichtet.
1927 wurde vom Projekt einer Drahtseilbahn auf die Hohe Wand (Bergstation: Große Kanzel bzw. Eicherthütte) berichtet, einer Alternative zur technisch-finanziell weit aufwendigeren Variante Willendorf – Hubertushaus. Auf diese Art wurde tatsächlich als erste eine Doppelsesselbahn in Niederösterreich im Jahr 1965 errichtet, die bis 1994 in Betrieb war.
Laut Adressbuch von Österreich waren im Jahr 1938 in der Ortsgemeinde Grünbach am Schneeberg ein Arzt, ein Tierarzt, drei Taxiunternehmer, drei Bäcker, ein Branntweinbrenner, ein Buchhändler, zwei Fleischer, vier Friseure, ein Gärtner, sieben Gastwirte, acht Gemischtwarenhändler, eine Hebamme, ein Installateur, ein Kino, ein Konsumverein, ein Radiohändler, ein Schmied, drei Schneider und drei Schneiderinnen, sieben Schuster, ein Sodawassererzeuger, ein Spengler, ein Viktualienhändler, ein Wagner, ein Weinhändler, drei Zuckerwarenhändler und mehrere Landwirte ansässig. Weiters gab es die Grünbacher Steinkohlenwerke AG.
Der Grünbacher Kohlebergbau musste 1965 aus wirtschaftlichen Gründen aufgelassen werden. Am Gelände Neuschacht wurde von der deutschen Karl Weiss GmbH ein Industriebetrieb zur Herstellung von Kältemaschinen und Klimazentralen errichtet. In den 1970er Jahren wurde das Werk Grünbach durch die Österreichische Klima-Technik GmbH (ÖKG) übernommen, die durch erfolgreiche Ostgeschäfte der wichtigste lokale Arbeitgeber wurde. 1981 lief die ÖKG in einen vielbeachteten und auch den Gläubiger Länderbank stark unter Druck setzenden Konkurs, das Werk wurde wieder Tochterfirma der deutschen Weiss Klimatechnik GmbH (WKT). Nach der politischen Wende im Osten geriet das Grünbacher Werk in Schwierigkeiten und wurde trotz Finanzhilfe vom Land Niederösterreich 1993 stark abgebaut. Umgetauft 1996 auf Climatech GmbH, dann 1999 auf Clima Tech Airconditioners GmbH, wurde die Firma 1999 nach Ternitz übersiedelt, die alten Industriegebäude wurden verlassen. Seit 2018 ist in der alten Werkshalle der Verein Lebensbogen ansässig.

### Bevölkerungsentwicklung
| Grünbach am Schneeberg: Einwohnerzahlen von 1869 bis 2025 | Grünbach am Schneeberg: Einwohnerzahlen von 1869 bis 2025 | Grünbach am Schneeberg: Einwohnerzahlen von 1869 bis 2025 | Grünbach am Schneeberg: Einwohnerzahlen von 1869 bis 2025 | Grünbach am Schneeberg: Einwohnerzahlen von 1869 bis 2025 |
| --------------------------------------------------------- | --------------------------------------------------------- | --------------------------------------------------------- | --------------------------------------------------------- | --------------------------------------------------------- |
| Jahr                                                      |                                                           |                                                           |                                                           | Einwohner                                                 |
| 1869                                                      | 1869                                                      |                                                           | 1.082                                                     | 1.082                                                     |
| 1880                                                      | 1880                                                      |                                                           | 1.091                                                     | 1.091                                                     |
| 1890                                                      | 1890                                                      |                                                           | 944                                                       | 944                                                       |
| 1900                                                      | 1900                                                      |                                                           | 1.127                                                     | 1.127                                                     |
| 1910                                                      | 1910                                                      |                                                           | 1.247                                                     | 1.247                                                     |
| 1923                                                      | 1923                                                      |                                                           | 2.603                                                     | 2.603                                                     |
| 1934                                                      | 1934                                                      |                                                           | 2.570                                                     | 2.570                                                     |
| 1939                                                      | 1939                                                      |                                                           | 2.456                                                     | 2.456                                                     |
| 1951                                                      | 1951                                                      |                                                           | 2.513                                                     | 2.513                                                     |
| 1961                                                      | 1961                                                      |                                                           | 2.487                                                     | 2.487                                                     |
| 1971                                                      | 1971                                                      |                                                           | 2.015                                                     | 2.015                                                     |
| 1981                                                      | 1981                                                      |                                                           | 1.887                                                     | 1.887                                                     |
| 1991                                                      | 1991                                                      |                                                           | 1.852                                                     | 1.852                                                     |
| 2001                                                      | 2001                                                      |                                                           | 1.776                                                     | 1.776                                                     |
| 2011                                                      | 2011                                                      |                                                           | 1.641                                                     | 1.641                                                     |
| 2021                                                      | 2021                                                      |                                                           | 1.611                                                     | 1.611                                                     |
| 2025                                                      | 2025                                                      |                                                           | 1.636                                                     | 1.636                                                     |
| Quelle(n): Statistik Austria, Gebietsstand 1.1.2021       |                                                           |                                                           |                                                           |                                                           |

### Religion
Nach den Daten der Volkszählung 2001 sind 72,6 % der Einwohner römisch-katholisch und 2,5 % evangelisch. 5,3 % sind Muslime, 0,6 % gehören orthodoxen Kirchen an und 0,1 % sind israelitisch. 18,5 % der Bevölkerung haben kein religiöses Bekenntnis.

### Kirche und Pfarre
Das Patrozinium zum Hl. Erzengel Michael deutet auf einen karolingischen Ursprung im bereits um das Jahr 900 verstreut fränkisch-bairisch besiedeltem Gebiet hin. Im Zuge der großen 2. bairischen Landnahme wurde bald nach 1100 ein typisches Kirchendorf gegründet. Die Kirche erhielt wie üblich einen erhöhten Platz über dem planmäßig angelegten Straßendorf und ist bis heute vom Friedhof umgeben.
Der erste Leutpriester namens Martinus ist 1347 nachweisbar. Die Kirche war wahrscheinlich schon zu dieser Zeit als Lehen im Besitz der nicht mehr bestehenden Kirche St. Ulrich vor den Mauern Wiener Neustadts. Wie einige Nachbarkirchen (z. B. St. Egyden) soll sie in konstanter Überlieferung auch im Besitz des Kreuzfahrerordens der Tempelritter gestanden sein, der 1312 aufgelöst wurde.
Seit Anbeginn unterstand die Kirche der Erzdiözese Salzburg, deren Neustädter Distrikt im südöstlichen Niederösterreich von der Steiermark her pfarrmäßig organisiert und verwaltet wurde. Der Pfarrbezirk umfasste seit jeher die heutigen Gemeinden Grünbach am Schneeberg und Schrattenbach, bis 1783 auch die heutige Pfarre Maria Kirchbüchl – Rothengrub.
1445 kam die Kirche mit St. Ulrich an das dort errichtete Kloster der weltlichen Chorherren, das 1459 in den Besitz der regulierten Augustiner-Chorherren gelangte. Etwa in dieser Zeit erfolgte die Vergrößerung des Kirchenschiffes und des spätgotischen Altarraumes.
Bei sämtlichen Türkenstürmen (1529, 1532, 1683) wurden die Kirche und der Pfarrhof schwer beschädigt. Nach 1529 hatte auch St. Ulrich zu bestehen aufgehört und die Kirche gelangte samt ihrem Grundbesitz an den Bischof von Wiener Neustadt, obwohl sie kirchenrechtlich weiter Salzburg unterstand.
1683 fanden viele der in die Kirche geflüchteten Pfarrkinder den Tod, der Pfarrer Matthias Fabritius wurde bis Petronell verschleppt und dort getötet. Wegen der beständigen Armut der Pfarre erfolgte der Wiederaufbau nur schleppend und eingeschränkt. So fehlen noch heute die ursprünglichen Kreuzrippen der Gewölbe und das steinerne Maßwerk der Fenster. Die Seelsorge durch einen Pfarrer, der Jahrzehnte im baufälligen Pfarrhof hausen musste, war nur kurzzeitig unterbrochen, die ältesten erhaltenen Matriken beginnen jedoch erst 1726.
Erst durch die Bemühungen des Einsiedlers Anton Krenn, der von 1747 bis 1791 bei Grünbach in einer Klause lebte, konnte eine bescheidene Ausstattungsverbesserung des Kircheninneren erreicht werden. Auch die älteste der drei Glocken der Kirche stammt als einzige aus dieser Zeit. Sie trägt die Aufschrift „Mich goss Christoph Packendorff Anno 1757“ und überdauerte sämtliche Zwangs-Metallablieferungen der späteren Kriege.
Nach einem kurzen Zwischenspiel unter dem Bistum Wiener Neustadt und St. Pölten wurde die Pfarre 1785 unter Joseph II. endgültig der Erzdiözese Wien zugeordnet.
Durch den Steinkohlenbergbau von 1825 bis 1965 mutierte die ursprünglich rein bäuerliche Pfarre zu einer Industrieortpfarre. 1865 wurde die heute noch bestehende Orgel und 1889 ein neugotischer hölzerner Hochaltar errichtet.
Unter Dechant Heigel (1936–1973) erhielt die Kirche einen neuen Altar aus weißem Marmor, den heutigen Marienaltar, die Glasmosaikfenster und die zahlreichen Wandmosaiken. Als Grünbach 1945 durch 22 Tage in der Frontlinie lag, wurde die Kirche weniger, der Pfarrhof aber so schwer beschädigt, dass er abgerissen werden musste.
Heute ist nach der Auflassung des Bergwerks 1965 die Pfarre eine Wohnsitzpfarre mit vielen Auspendlern und Pensionisten. Die Kirche ist tagsüber ständig geöffnet.

## Kultur und Sehenswürdigkeiten

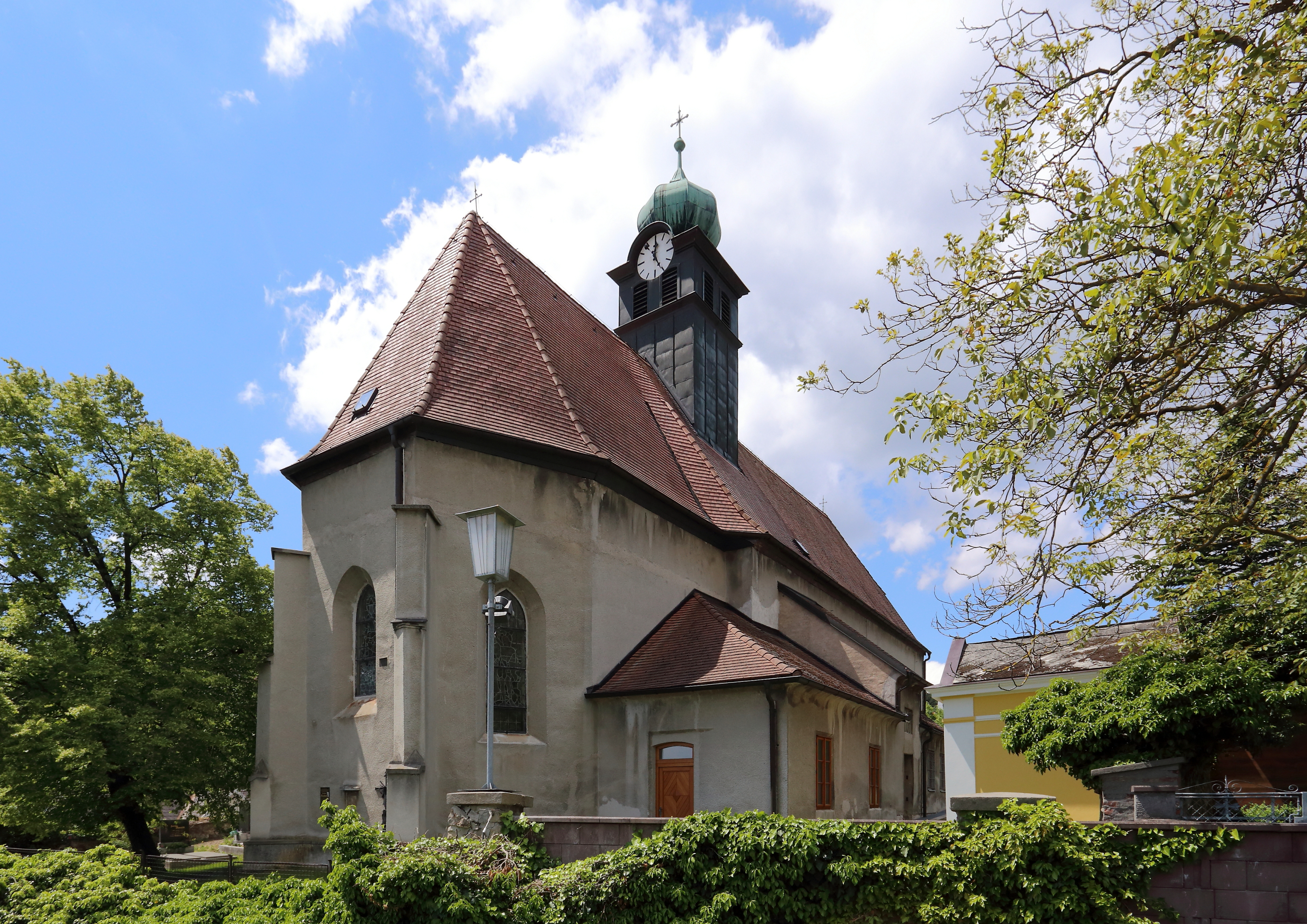
Pfarrkirche Grünbach am Schneeberg

- Katholische Pfarrkirche Grünbach am Schneeberg hl. Michael
- Bergbaumuseum
- Musikverein Bergknappenkapelle Grünbach
- Musikwoche Grünbach: Musikkurs
- Urhof20: Zentrum für Performancekunst

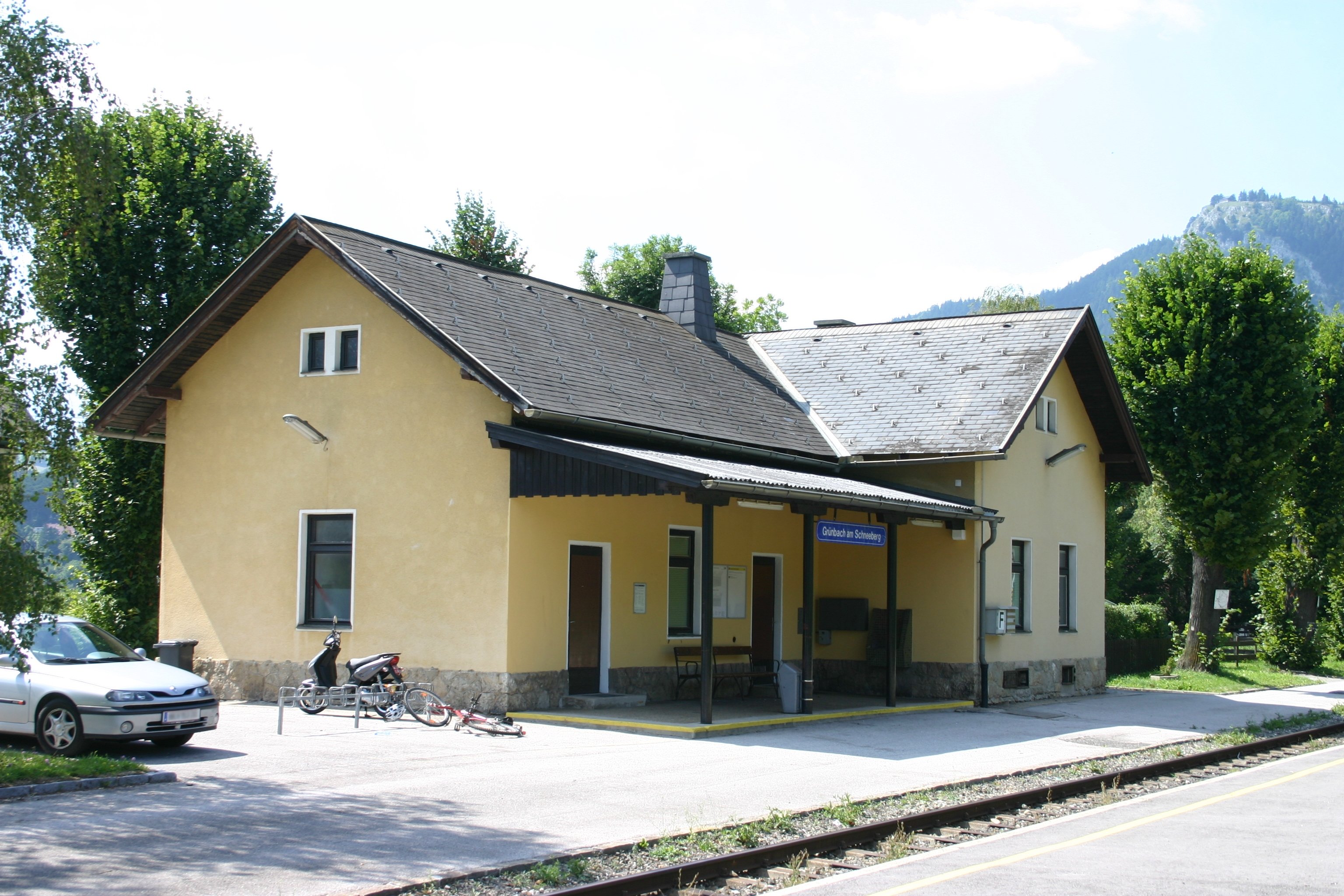
Bahnhof der Schneebergbahn
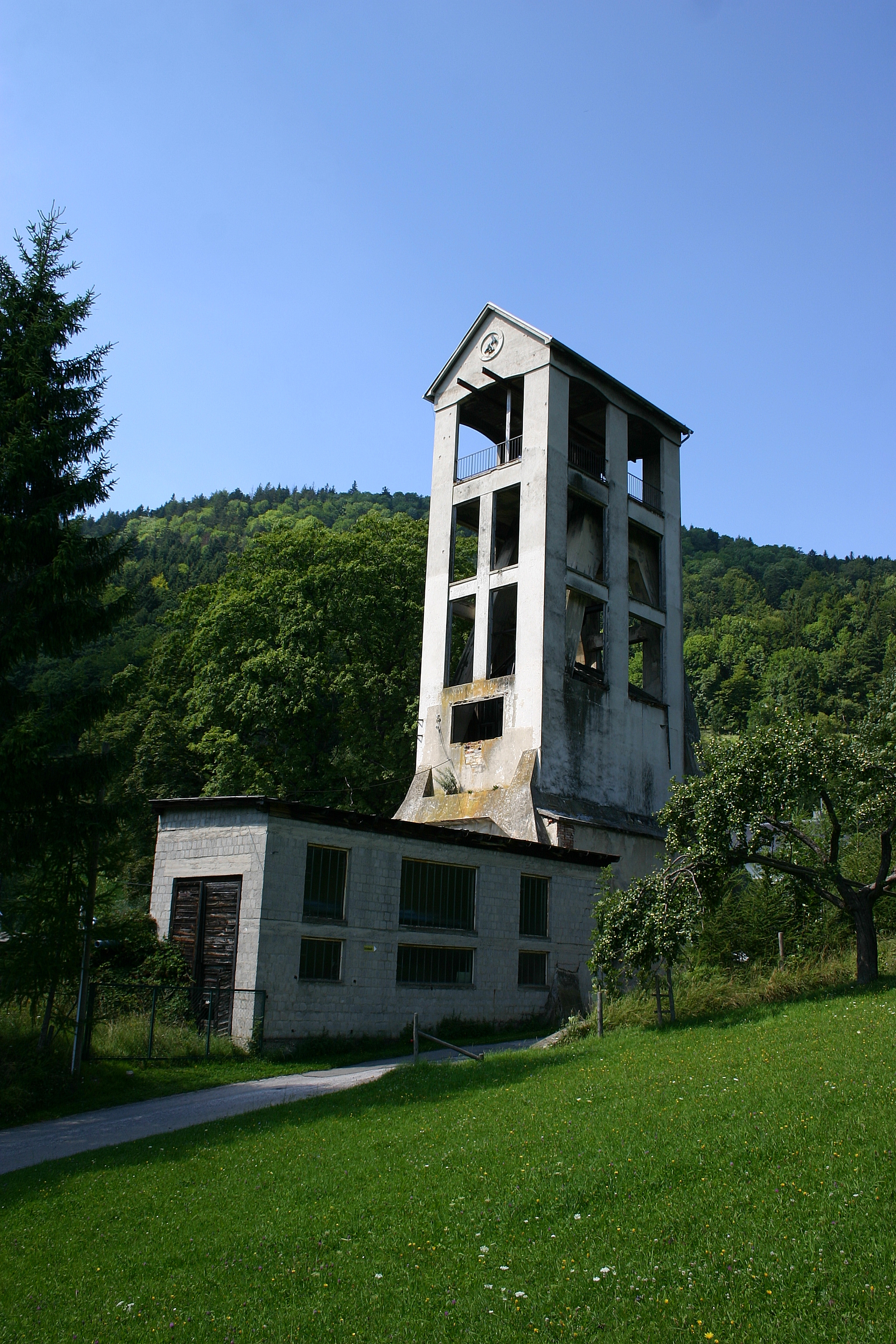
Im Segen-Gottes-Schacht wurde einst Kohle gefördert
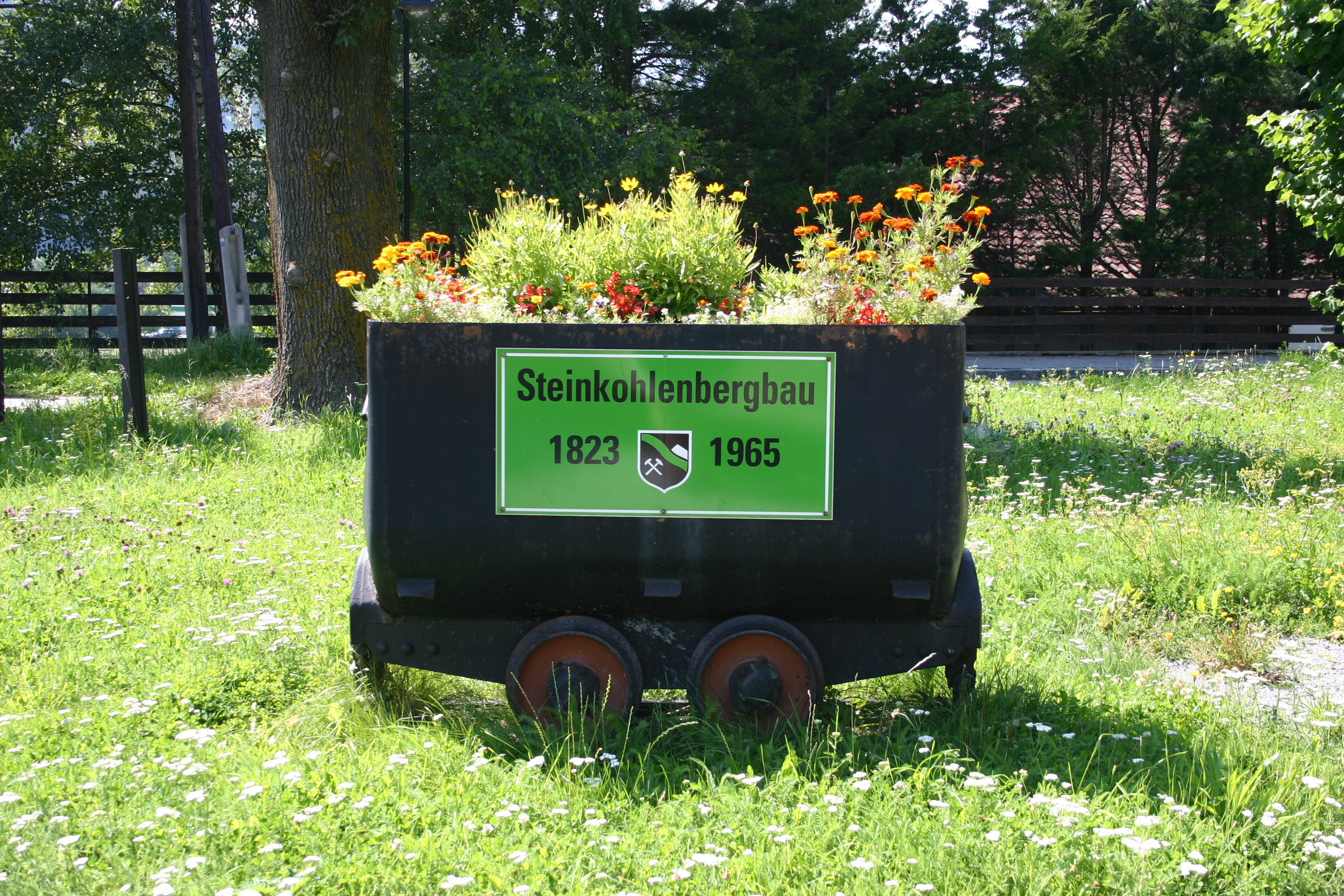
Eine Lore erinnert an den einst prosperierenden Kohle-Bergbau
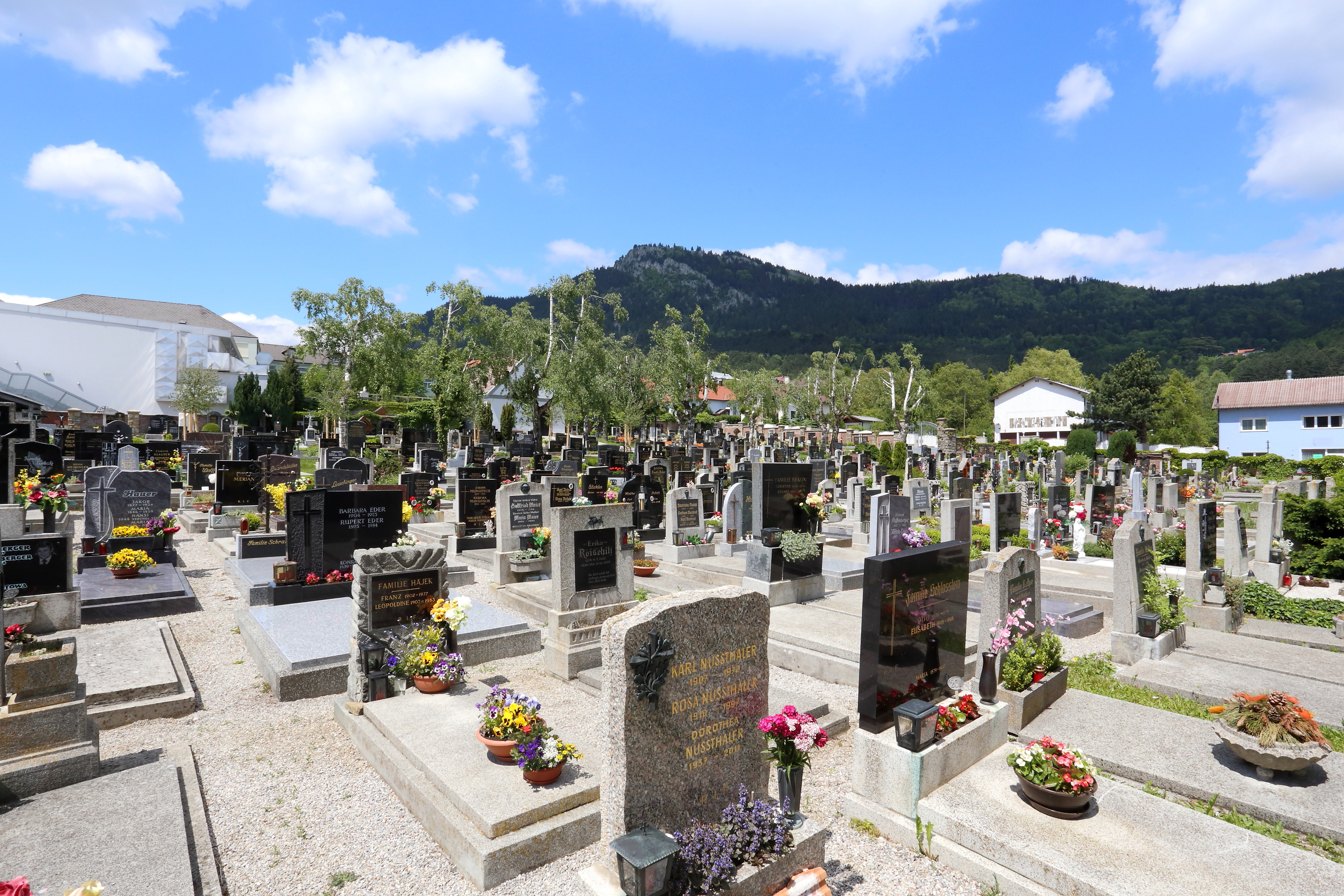
Friedhof

## Wirtschaft und Infrastruktur

Grünbach und seine Kohlenbergwerke (Mitte rechts), um 1873 (Aufnahmeblatt der Landesaufnahme)

Nichtlandwirtschaftliche Arbeitsstätten gab es im Jahr 2001 64, land- und forstwirtschaftliche Betriebe nach der Erhebung 1999 20. Die Zahl der Erwerbstätigen am Wohnort betrug nach der Volkszählung 2001 701. Die Erwerbsquote lag 2001 bei 40,37 Prozent.

### Öffentliche Einrichtungen
In der Gemeinde befindet sich ein Kindergarten.

### Verkehr
- Straße: Grünbach liegt an der Puchberger Straße B 26, über die in westlicher Richtung Puchberg am Schneeberg und in östlicher Richtung sowohl (über eine Abzweigung) die Bezirkshauptstadt Neunkirchen als auch die Hauptstadt des Industrieviertels Wiener Neustadt erreichbar sind.
- Bahn: Mit Wiener Neustadt ist Grünbach auch über die Bahnlinie Wiener Neustadt-Puchberg am Schneeberg (Schneebergbahn) gut verbunden.

## Politik

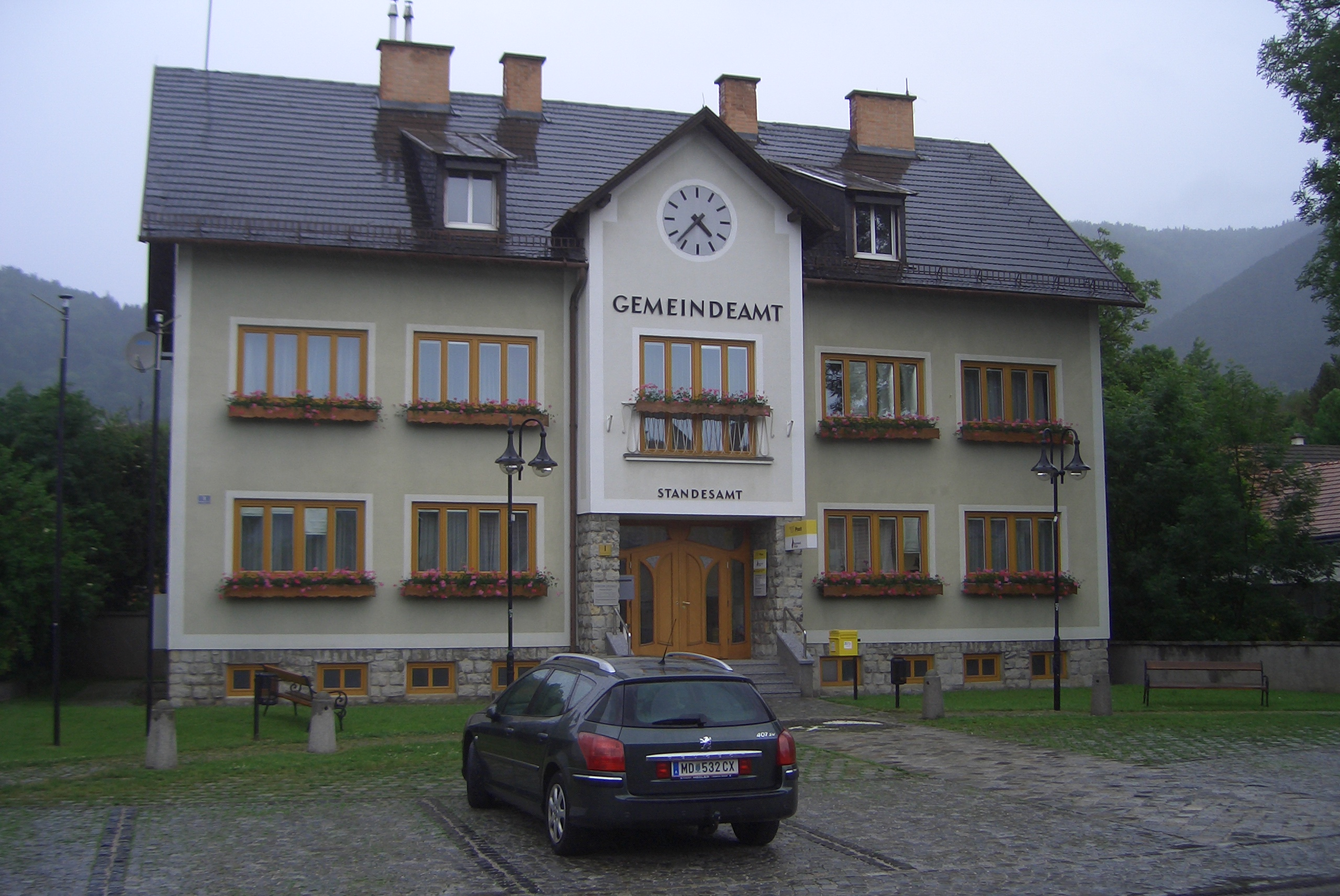
Gemeindeamt (2017) an der Wiener Neustädter Straße 1

### Gemeinderat
Der Gemeinderat hat 19 Mitglieder.
- Mit den Gemeinderatswahlen in Niederösterreich 1990 hatte der Gemeinderat folgende Verteilung: 12 SPÖ, 5 ÖVP, und 2 FPÖ.
- Mit den Gemeinderatswahlen in Niederösterreich 1995 hatte der Gemeinderat folgende Verteilung: 12 SPÖ, 6 ÖVP, und 1 FPÖ.[15]
- Mit den Gemeinderatswahlen in Niederösterreich 2000 hatte der Gemeinderat folgende Verteilung: 13 SPÖ, und 6 ÖVP.[16]
- Mit den Gemeinderatswahlen in Niederösterreich 2005 hatte der Gemeinderat folgende Verteilung: 13 SPÖ, und 6 ÖVP.[17]
- Mit den Gemeinderatswahlen in Niederösterreich 2010 hatte der Gemeinderat folgende Verteilung: 11 SPÖ, und 8 ÖVP.[18]
- Mit den Gemeinderatswahlen in Niederösterreich 2015 hatte der Gemeinderat folgende Verteilung: 12 SPÖ, und 7 ÖVP.[19]
- Mit den Gemeinderatswahlen in Niederösterreich 2020 hatte der Gemeinderat folgende Verteilung: 10 SPÖ und 9 ÖVP.[20]
- Mit den Gemeinderatswahlen in Niederösterreich 2025 hat der Gemeinderat folgende Verteilung: 15 SPÖ und 4 ÖVP.[21]

### Bürgermeister
- 1850: Mathias Imnitzer, Landwirt, Amtsrichter
- 1865–1870: Josef Wagner, Landwirt
- 1871–1876: Johann Gerhartl, Landwirt
- 1877–1879: Alois Bauer, Kaufmann
- 1880–1888: Johann Gerhartl, Landwirt
- 1889–1907: Josef Kutterer, Schuhmacher, Landwirt
- 1908–1919: Josef Schmoll, Landwirt
- 1920–1934: Eduard Lintner, Oberlehrer
- 1935–1938: Anton Pfarrer, Landwirt
- 1938–1942: Rudolf Höllriegl, Kaufmann
- 1942–1945: Johann Dietl, Angestellter
- 1945: Raimund Matulka, Bergmann
- 1945–1946: Johann Krumböck, Bergmann
- 1946–1955: Johann Wagner, Bergmann
- 1955–1967: Johann Gschweidl, Bergmann
- 1968–1991: Rudolf Hasun, ÖBB-Beamter
- 1991–2016: Franz Holzgethan (SPÖ)[22]
- 2016–2023 Peter Steinwender (SPÖ)[23]
- seit 2024: Michael Schwiegelhofer (SPÖ)[24]

### Gemeindepartnerschaften
- Emmerting in Bayern[25]

### Wappen
Das Gemeindewappen zeigt auf schwarzem Schild ein weißes Viereck, einen grünen Fluss sowie Hammer und Schlögl.
Das weiße Viereck symbolisiert den Schneeberg, Hammer und Schlögl sind die Zeichen für den Bergbau, der eine große Bedeutung in der Geschichte des Ortes spielte.

## Persönlichkeiten

### Ehrenbürger der Gemeinde
- Franz Holzgethan, Bürgermeister von Grünbach am Schneeberg 1991–2016[27]

### Söhne und Töchter der Gemeinde
- Anton Pfarrer (1867–1951), Landwirt, Politiker und Abgeordneter zum Landtag von Niederösterreich
- Rudolf Gschweidl (1905–1975), Politiker
- Hans Kaiser (* 1926), Politiker